# 巩膜
巩膜（英語：sclera），在人眼俗称眼白，是眼球内一层乳白色不透明的纤维膜，属于眼球纤维膜。它主要由膠原蛋白和一些弹性纤维组成。巩膜外表被特农囊（眼球筋膜鞘）包裹，前段又被球结膜覆盖，后极被覆视盘处有巩膜筛板，视神经纤维束由此穿出眼球。巩膜约占眼球纤维膜的5/6，起保护眼球内容物和维持眼球形态的作用。
胚胎发育时巩膜从神經脊发育出来。儿童的巩膜比较薄，因此有时可以透过它看到后面的色素，因此儿童的巩膜有时会呈淡蓝色。老人的巩膜由于脂肪堆积而略呈黄色。许多深色肤色的人由于巩膜里有黑色素因此有自然的深色巩膜。
虽然人眼和某些脊椎动物巩膜是白色的，与有颜色的虹膜呈明显的对比，但是許多哺乳动物巩膜可见的部分与虹膜的颜色一样，因此它们眼睛一般不显现白色；而其他脊椎动物的巩膜与虹膜各有不同的颜色，例如下图山羊巩膜为深棕色，而其虹膜为黄棕色。人眼的巩膜相对于虹膜颜色非常浅，这在动物里比较少见。因此人能够很容易地确定其他人在看哪里，有理论认为这是进化导致的一种非言语交际方法。

## 结构
巩膜是包围眼球后部5/6的结缔组织。它前缘接角膜缘，后方与视神经的硬膜鞘相延续。它的形状是球形的，因此可以承受内部和外部的压力。此外眼外肌可以附着在它的上面。视神经在巩膜的后部形成了一个后巩膜孔（posterior scleral foramen），通过这个孔许多神经和血管穿透巩膜。在这个部位巩膜通过视神经的硬膜鞘与硬脑膜连在一起。在视盘内三分之一，部分巩膜组织与一些脉络膜组织一起形成巩膜筛板，此板多孔，视神经就是通过这些空隙穿过巩膜的。巩膜的厚度从后巩膜孔处的1毫米到直肌穿插处后面的0.3毫米不等。巩膜的血管主要在其表面。巩膜表面和结膜里的血管在发炎的时候会使得眼睛呈鲜红色。
在许多脊椎动物里巩膜被软骨或骨加强，它们一起组成一个被成为鞏膜環的环状结构。原始鱼的巩膜环由四块骨头组成，今天存在的輻鰭魚的巩膜环的骨头数低于四块，而肉鳍鱼、不同爬行动物和鸟的巩膜环的骨头数则远高于四块。在许多物种中巩膜环消失，其中包括两栖动物一些爬行动物和鱼和所有哺乳动物。
除人以外所有灵长目动物的眼睛都是深色的，它们的巩膜几乎不可见。
巩膜与角膜交界处外面稍内陷，称作巩膜沟。
靠近角膜缘处的虹膜基质内，有环形的巩膜静脉窦，它是房水流出的通道。

### 组织学
巩膜的结缔组织与角膜的结缔组织直接相连过度。
巩膜正常呈乳白色，呈现黄色是黄疸的重要体征。老年人的巩膜略呈黄色，先天性薄巩膜呈蔚蓝色。从外向里巩膜共分以下四层：
- 巩膜外层
- 巩膜基层
- 脉络膜上层
- 内皮层

巩膜不透明是因为它的一型结缔组织排列不规则。而角膜的结缔组织厚度几乎完全一样，排列平行，因此它透明。此外角膜里的纤维被垫在更多糖胺聚糖中。角膜与巩膜不同，分五层。中间最厚的一层是基层。巩膜和角膜一样有一层内皮，在它的外面有一层含有大量色素细胞的上层。
有时巩膜上会出现非常小的蓝灰色的点，这个现象被称为巩膜黑素细胞增多，是没有危险的。

## 功能
在动物界里人的巩膜很特殊，因为只要人睁开眼睛他的巩膜就明显易见。这不仅仅是因为人的巩膜是白色的，许多动物的巩膜也是白色的。但是人的虹膜相对而言比较小，与其它动物相比占眼球可见部分的面积很少。有理论认为这是人类进化入社会动物的结果，使得眼睛不仅仅是感觉系统，而且也成为有效的交流工具。人可以很容易看出别的人在看什么，这样提高这种特殊的非言语交际的效果。动物学家发现狗在被驯化后也能够理解人眼的视觉提示。狗与狗之间似乎不使用这种交流方法，它们只是从人眼中获得视觉信息。

## 伤害

### 外伤
人眼窝周围的骨头为巩膜提供强大的保护。但是假如巩膜被强力撕破或者被尖物刺破的话完全恢复视觉能力的可能性非常小。假如对眼睛缓慢施加压力的话眼睛的弹性很好。因此大多数巩膜损伤是由于运动达一定速度的物件造成的。保护巩膜的脂肪层可以缓冲从前方来的力量，但是不能缓冲从侧面来的力量。巩膜破裂的必然后果是出血和眼压骤降，视觉能力降低到只能看到明暗或者非常大的物体的运动。不破坏或者刺透巩膜的伤害一般可以通过表面治疗以及移除异物而治愈。非常小的物体可能会被巩膜组织包围，假如不移除的话会成为一个良性囊腫，导致其它损伤或者不舒适。

### 热损伤
短时间暴露在热里很少会伤害巩膜：眼帘可以提供非常好的保护，巩膜的外面有一层湿润，因此它们的蒸发会保护巩膜本身受到伤害。即使比较低温的融化的金属溅到张开的眼睛上对巩膜的伤害依然是非常小的。摄氏45度以上暴露30秒钟以上会导致伤痕，在55度以上会导致巩膜及其附近的组织发生严重变化。即使在工业环境里这么长时间的暴露也几乎不可能存在。

### 化学损伤
巩膜对短暂暴露在有毒化学物品里的抵抗能力非常强。在暴露在化学物质中时眼睛能够本能性地产生眼泪把有害物质洗出，防止它们导致更大的破坏。pH值低于2.5的酸会导致酸损害，尤其在汽车电池里常见的硫酸是最常见也是对巩膜最危险的酸。不过即使是严重的酸损害一般也不会导致整个眼睛损失。
氨水、氯化铵和其它pH值在11.5以上的碱所导致的损伤会使得巩膜细胞组织产生皂化反应，必须立刻进行急救。

## 临床重要性
巩膜变黄是黄疸的可见症状。在很少见的情况下肾功能和肝功能失灵会导致巩膜变黑。成骨不全症可能导致巩膜显得发蓝。这个蓝色是因为巩膜下面的葡萄膜透过巩膜可见了。

## 备注
1. ↑  巩膜的拉丁语学名为sclera，复数为sclerae，来自希腊语，意为硬的意思[1]。

## 参阅
- 视网膜
- 眼球纤维膜